# 韓国鉄道公社381000系電車
韓国鉄道公社381000系電車（381000けいでんしゃ）は、2016年に登場した韓国鉄道公社の通勤形電車。
現在4両編成17本、計68両が存在する。

## 概要
2016年末に予定されている東海線電化開業に合わせて導入された4扉車両である。311000系をベースに製造された。311000系同様ステンレス製で、パンタグラフ変更とワイパー増設がなされている。また、塗装は他の韓国鉄道公社の通勤形電車と異なってライト周りとドア青帯を巻いただけの無塗装となっている。首都圏電鉄京江線（371000系）とセットで発注されたが、座席のカラーは371000系とは異なる。なお、パンタグラフはシングルアーム式、行先表示器と列車番号表示器の間にライトが新設されており、新トングリと呼ばれる前面形状をした中で最後に導入された後期グループに当たる。制御装置は東芝原設計（宇進産電ライセンス）のIGBT素子VVVFインバーター（COV052-A0）を採用。
東海線太和江駅まで延伸開業されることに伴い、2018年に2次車にあたる381x11編成から381x17編成までが追加導入された。2017年2次車は、従来の前面の形状が大きく変更され、後に311000系や341000系などの新型車両で広く採用されることとなったが311000系や341000系などとは異なり、こちらは前面や塗装、車内貫通路部拡張などの一部の変更に留まっており、主要機器などは1次車と全く同じである。
なお、韓国鉄道公社の車両では381000系2次車の導入をもって、東芝系列の制御装置の採用が中止となり、以降の車両の制御装置は現代ロテム・タウォンシス・宇進産電（独自開発）などが中心となった。
東海線北蔚山駅延伸に伴い、2027年以降に3次車にあたる381x18編成が導入予定。交流電車としては初の永久磁石同期電動機を採用する。車両は、1号線319000系4次車と水仁・盆唐線351000系11次車とセットで発注となった。
1次車の381x01編成〜381x04編成は文山車両事業所に転属の上、京義・中央線で運行していたが、2020年12月に運行を終了し、2021年1月以降は再び東海線に運用を復帰している。2025年2月現在、京義・中央線の車両数確保のために381x10編成のみ運行を行っているが、2024年に落成された331000系3次車の運行開始後は、転属して再び東海線での運用を復帰予定。

## 編成表
|          |                  |                  |                  |                  | 所属路線・車両基地                                        |
| 形式     | 381000形 (Tc)    | 381100形 (M'＜)  | 381200形 (M'＜)  | 381900形 (Tc)    | 東海線（徳下）所属 徳下完成までは釜山鉄道車両整備団に配属 |
| 搭載機器 | SIV,CP,BT        | CI,Mtr           | CI,Mtr           | SIV,CP,BT        | 東海線（徳下）所属 徳下完成までは釜山鉄道車両整備団に配属 |
| 車両質量 |                  |                  |                  |                  | 東海線（徳下）所属 徳下完成までは釜山鉄道車両整備団に配属 |
| 車両番号 | 381001 ： 381017 | 381101 ： 381117 | 381201 ： 381217 | 381901 ： 381917 | 東海線（徳下）所属 徳下完成までは釜山鉄道車両整備団に配属 |

凡例
- CI (Converter・Inverter) ：主変換装置（コンバータ装置 + VVVFインバータ装置）
- Mtr (Main-Transformer) ：主変圧器
- SIV：補助電源装置（静止形インバータ）
- CP：空気圧縮機
- BT：蓄電池

備考
- パンタグラフは、M'（381100形、381200形）にシングルアーム型を1基ずつ搭載する。

## 走行区間
東海線
- ●広域電鉄東海線
  - 釜田 - 日光（ - 太和江）

京義・中央線
- ●首都圏電鉄京義線
  - ソウル駅 - 文山及び文山 - 臨津江

381x01編成〜381x04編成)